# Eufrazjusz od Dzieciątka Jezus
Eufrazjusz od Dzieciątka Jezus, właśc. Barredo Fernández (ur. 8 lutego 1897 w Cancienes, zm. 12 października 1934 w Oviedo) – karmelita bosy, błogosławiony Kościoła katolickiego.
Po złożeniu  w 1916 roku ślubów zakonnych podjął studia teologiczne i filozoficzne. 1922 roku przyjął święcenia kapłańskie, a następnie skierowany został do pracy jako wykładowca. W latach 1926–1928 przebywał w Polsce. Po powrocie do Hiszpanii, prowadził dalszą działalność dydaktyczną i w 1933 r. został wybrany przeorem klasztoru karmelitów w  Oviedo. W czasie wojny domowej został złapany i rozstrzelany. Beatyfikowany 28 października 2007 w Rzymie przez papieża Benedykta XVI jako członek grupy 498 męczenników.